# Ам-Сак
Ам-Сак (фр. Am Sack) — город и супрефектура в Чаде, расположенный на территории региона Батха. Входит в состав департамента Восточная Батха.

## Географическое положение
Город находится на востоке центральной части Чада, на высоте 371 метр над уровнем моря, на расстоянии приблизительно 529 километров к северо-востоку от столицы страны Нджамены.

## Население
По данным официальной переписи 2009 года численность населения Ам-Сака составляла 37 231 человек (17 274 мужчины и 19 957 женщин). Население супрефектуры по возрастному диапазону распределилось следующим образом: 54,2 % — жители младше 15 лет, 40,1 % — между 15 и 59 годами и 5,7 % — в возрасте 60 лет и старше.

## Транспорт
Ближайший аэропорт расположен в городе Ум-Хаджер.